# Унгпакорн, Тчи
Тчи Унгпакорн (тайск. ใจ อึ๊งภากรณ์, англ. Giles Ji Ungpakorn, род. 1953) — тайско-британский преподаватель, левый общественный и политический активист.

## Биография
Родился в Лондоне. Младший сын в семье. Отец — бывший руководитель Банка Таиланда и ректор Университета Тхаммасат, мать — англичанка. Учился в Университете Сассекса. Получил степень доктора наук в Школе восточных и африканских исследований Лондонского университета. В 1997 г. вернулся в Таиланд и стал преподавателем Университета Чулалонгкорн в Бангкоке.
Являясь марксистом и сторонником «краснорубашечников», входит в таиландскую социалистическую группу «Левый поворот», секцию троцкистской Международной социалистической тенденции. Получил известность как убеждённый республиканец и противник монархии: называя тайского короля Пхумипона Адульядета (Раму IX) слабым и беспринципным, возлагает на него ответственность за бойню в Университете Тхаммасат 1976 г. Подвергался притеснениям за написание для онлайн-издания «Прачатай» положительной рецензии на критичную биографию монарха «Король никогда не улыбается».
В 2006 г., во время военного переворота в стране, Унгпакорн руководил студенческой демонстрацией. Призывал премьер-министра Сураюда Чуланонта окончательно свергнуть монархию, а не урезать её в правах.
В феврале 2007 г. руководство университета Чулалонгкорн отказало в распространении академического исследования Унгпакорна «Переворот для богатых» (англ. A Coup for the Rich), выполненного на английском языке.
20 января 2009 г. обвинен в оскорблении величества, формальным поводом к которому послужил призыв Унгпакорна к премьер-министру в 2006 г. По мнению самого Унгпакорна, обвинение последовало вследствие указания им на реальные причины военного переворота двухгодичной давности. В феврале 2009 г. он бежал из Таиланда в Великобританию, где продолжает свою научную и политическую деятельность.

## Книги
- A Coup for the Rich
- Thailand's Crisis (2010)